# Christopher Williams (musicista)
Christopher Williams (Manchester, 16 aprile 1980) è un batterista britannico naturalizzato statunitense noto per essere membro della band heavy metal Accept.

## Biografia
Iniziata l'attività di turnista a diciassette anni, come batterista e tastierista, fa parte per un breve periodo degli Uriah Heep, all'inizio degli anni 2000. Dopo collaborazioni con artisti quali More Fire Crew e Ellis Paul, nel 2015 entra negli Accept, in sostituzione di Stefan Schwarzmann, e fa il suo esordio discografico con questa band nel 2017, con l'album The Rise of Chaos.
Nel 2023 entra nel supergruppo Elegant Weapons, in sostituzione di Scott Travis.

## Discografia

### Solista
- 2001 - Real Men Do
- 2005 - Not a Perfect Man

### Con gli Accept
- 2017 - The Rise of Chaos
- 2021 - Too Mean to Die

### Con gli Uriah Heep
- 2002 – The Boxed Miniators

### Con i War Within
- 2014 - Streetcult Loud Music

### Collaborazioni
- 2006 - Essencial - Ellis Paul
- 2006 - Long Way from Montana - Mark Wagner
- 2006 - The High Road - JoJo
- 2009 - Starpower - Norman Commors
- 2010 - The Rising - Charlie Hall